# Bus dela Spia
Il bus dela Spia è una grotta perlopiù orizzontale, che si trova in Val di Non, nel territorio comunale di Sporminore in Trentino.

## Storia

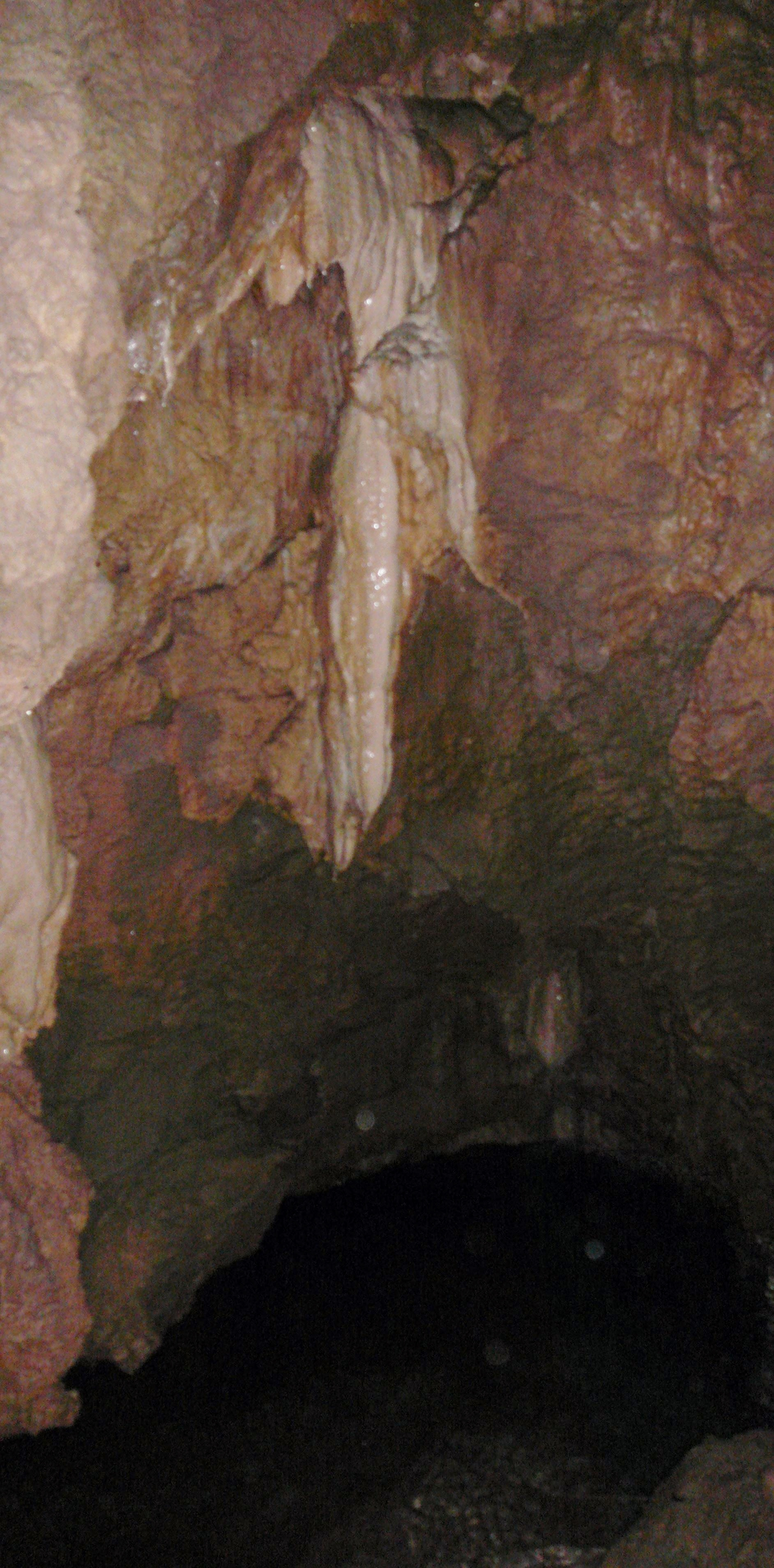
Stalattite prima dell'accesso all'ultimo laghetto

La grotta è nota fin dall'epoca medievale, infatti già in Landesbeschreibung von Südtirol, Marx Sittich von Volkenstein la descrive come "un grande buco che sembra inoltrarsi molto sotto terra ma in cui nessuno si è mai fidato ad entrare".  Nel 1738, durante il suo viaggio, lo storico di Innsbruck Anton Roschmann, cita nel suo Regnum animale vegetabile, et minerale medicum tyrolense la grotta come "una vastissima caverna che si estende smisuratamente presso Castel Sporo". Prima della loro rovina, i signori del castello di Sporo utilizzarono la parte più esterna come cantina.
In seguito fu studiata in dettaglio anche da Cesare Battisti nel 1905, mentre le sue cavità furono esplorate solo nel 1900.
Negli anni si ricorda che a volte l'acqua presente nella parte bassa della grotta è risalita al suo ingresso nel novembre 1966 quando vi fu l'alluvione.

## Caratteristiche
La grotta ha l'ingresso a circa 610 metri, nei pressi del castel Sporo, e scende per 66,43 metri e presenta uno sviluppo spaziale di 278 metri e planimetrico di 252. Il suo ingresso presenta uno antro spazioso (10 m x 5 m) con una profondità iniziale di circa 10 metri. Al suo interno si trova una formazione di Rotzo e la sua temperatura è di ca. 10 °C.
Una delle caratteristiche di questa grotta è il sifone terminale, dove diverse associazioni trentine e non si sono immerse. Si tratta infatti di un sifone pensile con un ritmo ad intercalare durante le 24 ore del giorno nei movimenti sul fondo della grotta. I periodi non sono costanti, a intervalli di alcune ore, fanno sì che il cunicolo finale vada a riempirsi e a svuotarsi per circa 60 metri di lunghezza, lasciando solamente qualche goccia nei punti riemersi; tale fenomeno è indipendente dalla stagione in cui ci si trova, e anche dalla quantità delle precipitazioni.
I rumore e i forti boati che il sifone emette a causa del carico e allo scarico dei vuoti d'aria dà origine alla sua denominazione "doppio sifone intercalare intermittente ansimante". Le acque che penetrano da non si sa bene dove, hanno comportato la non totale esplorazione della grotta, anche da parte degli speleologhi subacquei. Il limite raggiunto oltre il punto di immersione è stato raggiunto da alcuni speleologhi, ovvero circa cento metri al di sotto del livello dell'acqua; a detta loro, la grotta da lì in poi pare avere diverse ma piccole diramazioni.
Oltre al sifone pensile, la grotta presenta anche altre caratteristiche interessanti, come i suoi laghetti e alcune grandi stalattiti sopra di essi.
Il geologo Andrea Borsato è riuscito a capire che esiste un collegamento tra la grotta e la sorgente dell'acqua Santa a Maurina nel comune di Spormaggiore; essa presenta una portata d'acqua pari a 1000 l/s, con irregolarità simili a quelle del sifone pensile.

## Descrizione della discesa
Dopo aver abbandonato l'ingresso, è subito necessario sdraiarsi per oltrepassare un basso corridoio in modo tale da arrivare al vero inizio della grotta. Da qui si discende con un balzo di 2-3 metri e si passa accanto ad una grande stalattite e ad una profonda vasca. Avanzando ancora si arriva al primo piccolo lago, oltrepassabile mediante l'utilizzo di un canotto gonfiabile, o eventualmente bagnandosi fin quasi alla vita. Se si passa con il canotto, è utile utilizzarlo anche per il vicino secondo piccolo lago, questo lungo ben 40 metri, ma più facile da passare in quanto l'acqua ai suoi lati non risulta così profonda.
Passato il secondo lago si arriva ad un bivio: a destra si apre un piccolo anfratto che si può percorrere magari al ritorno, mentre la via principale sale un po' a sinistra, dove la volta diventa maggiormente grande fino a diventare un'altra "camera". Da qui inizia l'ultima discesa, lunga (circa 70 metri), ripida ed insidiosa, fino a raggiungere l'ultimo lago, dove è presente il sifone pensile. Sopra al lago si può ammirare una grande stalattite. Qui, seduti sulla riva del piccolo lago si può rimanere stupiti dai rumori formati dall'acqua e dai suoi veloci movimenti.

## Accesso
L'ingresso della grotta è facilmente raggiungibile dal paese di Sporminore, seguendo la strada che passa presso il castel Sporo. Una volta passato questo, si giunge ad un buco chiuso però da un cancello metallico, infatti l'accesso alla grotta avviene solo con gli speleologi.